# Sonia Corrêa

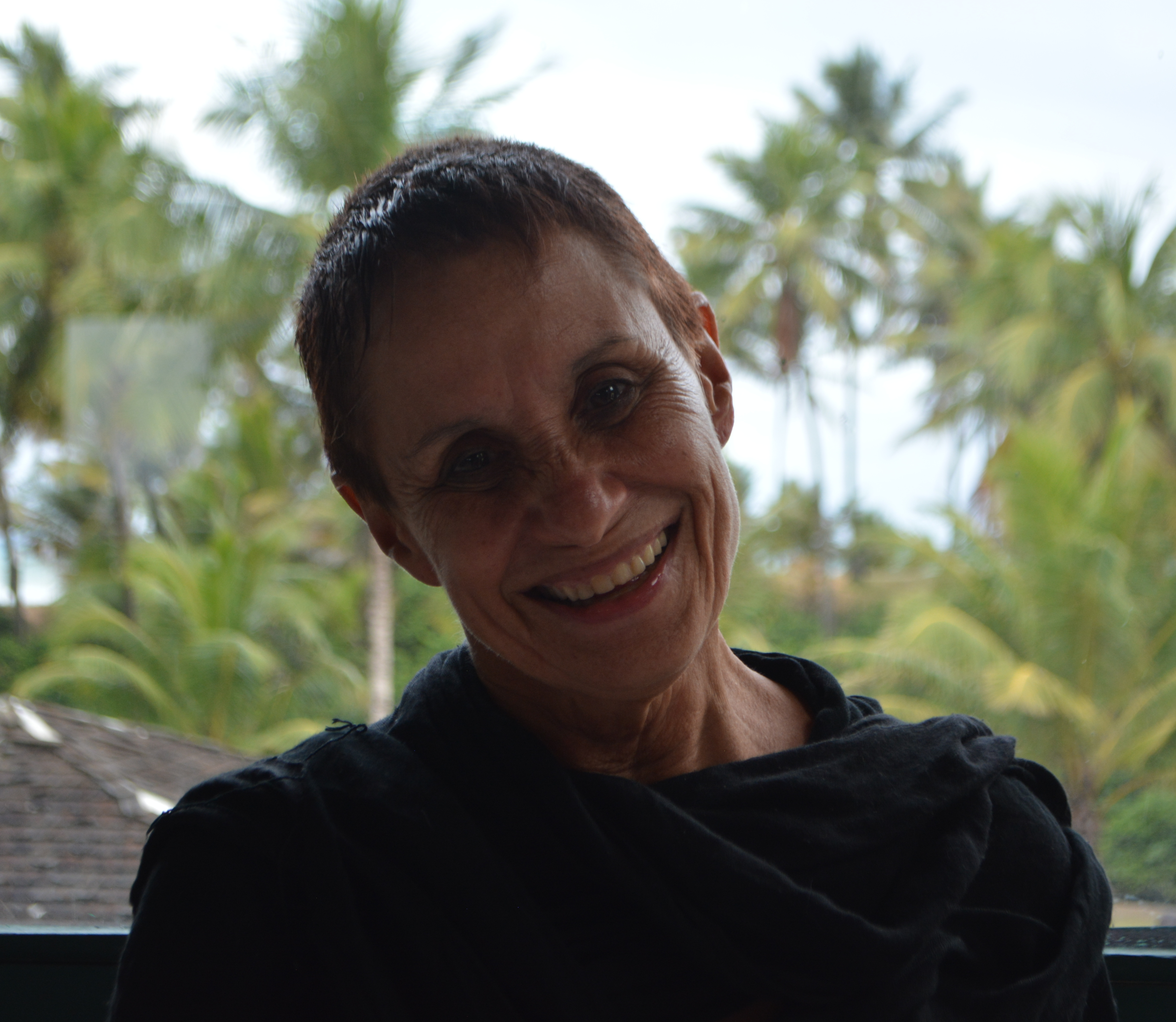
Sonia Corrêa năm 2016

Sonia Corrêa (sinh ngày 18 tháng 11 năm 1948) là một nhà hoạt động và nhà nghiên cứu nữ quyền đến từ Brazil, làm việc chủ yếu về các vấn đề bình đẳng giới, sức khỏe và tình dục. Từ năm 2002, bà đã đồng chủ trì Tổ chức theo dõi chính sách tình dục (SPW), một diễn đàn chính sách toàn cầu phân tích xu hướng toàn cầu trong các chính sách và dự án liên quan đến tình dục.
Từ năm 1992 đến năm 2009, Corrêa là điều phối viên nghiên cứu về sức khỏe và quyền sinh sản và tình dục tại Giải pháp thay thế phát triển với phụ nữ cho kỷ nguyên mới (DAWN), một mạng lưới nữ quyền toàn cầu ở miền Nam. Với tư cách là một thành viên xã hội dân sự, bà đã tham gia vào các cuộc đàm phán của Liên Hợp Quốc về các vấn đề liên quan đến giới và giới tính tại Hội nghị Quốc tế về Dân số và Phát triển (ICPD) năm 1994, Hội nghị Quốc tế về Phụ nữ, Hội nghị Quốc tế năm 1995 đã thông qua Nguyên tắc Yogyakarta là một trong 29 người ký  và đánh giá tương ứng của họ.

## Sexuality Policy Watch
Với Richard Parker, Corrêa đồng chủ tịch Sexuality Policy Watch, một diễn đàn toàn cầu gồm các nhà nghiên cứu và nhà hoạt động làm việc về các vấn đề và chính sách về quyền tình dục trên toàn thế giới. Diễn đàn được ra mắt vào năm 2002 với tên gọi Nhóm công tác quốc tế về chính sách xã hội và tình dục (IWGSSP), nhưng đã đổi tên thành Sexuality Policy Watch vào năm 2006. Kể từ khi thành lập, SPW đã tiến hành nghiên cứu về xu hướng tình dục, chủ trương ngăn chặn bạo lực đối với phụ nữ, xây dựng quan hệ đối tác với các nhóm quyền tình dục và công bố các phân tích chính sách quan trọng.